# Glyptostoma gabrielense
Glyptostoma gabrielense är en snäckart som beskrevs av Henry Augustus Pilsbry 1938. Glyptostoma gabrielense ingår i släktet Glyptostoma och familjen Megomphicidae. Inga underarter finns listade i Catalogue of Life.